# Kunstmatige circulatiepomp
Een kunstmatige circulatiepomp is een pomp, die de natuurlijke circulatiepomp van het lichaam, het hart, gedeeltelijk of geheel kan overnemen.
Dit kan zijn gedurende openhartoperaties, in dat geval zijn de kunstmatige circulatiepompen onderdeel van de hart-longmachine, of gedurende langere tijd ter ondersteuning van het zieke hart als overbrugging van de wachttijd voor een harttransplantatie. In dat laatste geval betreft het een kunsthart of een gedeeltelijke versie daarvan: een "heart assist device" voor het linker- of rechterventrikel, resp een "Left Ventricle Assist Device" (LVAD) of een "Right Ventricle Assist Device" (RVAD).
Bij openhartoperaties neemt de hart-longmachine de functies over van het hart (bloedcirculatie), dat meestal tijdelijk stilgelegd wordt en de longen (zuurstofuitwisseling), die ook tijdelijk hun werk niet kunnen uitoefenen.